# Латыпов, Данис Мансурович
Данис Мансурович Латыпов (англ. Danis Latypov; род. 28 сентября 1990, Ишимбай, Башкирская АССР, РСФСР, СССР) — российский и бахрейнский боксёр, выступающий в первой тяжёлой и тяжёлой весовых категориях. Мастер спорта России международного класса, член сборной России в 2010-х годах, член национальной сборной Бахрейна в 2020-х годах, участник Олимпийских игр 2020 года, серебряный призёр международного турнира «Странджа» (2020), многократный чемпион республики Башкортостан, многократный победитель и призёр международных и национальных турниров в любителях.

## Биография
Данис Латыпов родился 28 сентября 1990 года в Ишимбае — в Башкирии, и имеет татарское происхождение.
Учился в Уфимском юридическом институте МВД России в городе Уфа.
Закончил Уральский государственный университет физической культуры.

## Любительская карьера
Боксом начал заниматься в 9-летнем возрасте — c 1999 года. Его первым тренером стал его отец — Латыпов Мансур Бахтиевич в ДЮСШ № 2 родного города Ишимбай. Был ежегодный победитель чемпионата Республики Башкортостан с 2003 по 2012 годы.

### 2009—2011 годы
В 2009 году стал чемпионом в общекомандном зачете в составе команды Уфимского юридического института и призёром в личном зачёте в Лично-командном чемпионате среди образовательных учреждений МВД России по боксу.
В марте 2010 года стал победителем чемпионата среди образовательных учреждений МВД России.
В 2010 году так же стал победителем II Летней Спартакиады Приволжского федерального округа (ПФО) и чемпионом ПФО.
В сентябре 2010 года участвовал в чемпионате России в Санкт-Петербурге, победив там Никиту Стогова, но затем в 1/8 финала по очкам проиграл Ниязу Файзуллину — который в итоге завоевал бронзу чемпионата России 2010 года.
В 2011 году стал чемпионом ПФО.
И в апреле 2011 года занял 5-е место на чемпионате России в Уфе, победив там Сергея Жаворонкова, затем в 1/8 финала по очкам победив Арсланбека Махмудова, но в четвертьфинале снова по очкам проиграв Ниязу Файзуллину — который в итоге завоевал серебро чемпионата России 2011 года.
В октябре 2011 года в Уфе завоевал серебро в весе свыше 91 кг на чемпионате МВД России по боксу, выступая тогда за уфимское спортивное общество «Динамо».

### 2012—2014 годы
В марте 2012 года в Чехии завоевал серебро на международном турнире «Гран-при Усти-над-Лабем», в финале проиграв кубинцу Эрисланди Савону.
В этом же году, в Махачкале (Дагестан) стал серебряным призёром XIV Международного турнира по боксу памяти М-С. И. Умаханова.
В июле 2012 года стал бронзовым призёром первенства России среди юниоров прошедшем в Новосибирске, в полуфинале — в конкурентном бою со счетом 10:12 уступив чемпиону Европы среди молодёжи Ивану Верясову.
В ноябре 2012 года участвовал в чемпионате России в Сыктывкаре, победив там Ярослава Аксенова, но затем в 1/8 финала по очкам проиграл Максиму Бабанину — который в итоге завоевал бронзу чемпионата России 2012 года.
С декабря 2013 года по январь 2014 года выступал в полупрофессиональной лиге World Series of Boxing (WSB) за боксёрскую команду Азербайджана «Огни Баку», где провёл два боя — досрочно техническим нокаутом победив поляка Матеуша Малуйда и потерпев поражение по очкам от кубинца Эрисланди Савона.
И в результате среди команд Мировой серии бокса (WSB) в сезоне 2013/14 он финишировал на втором месте вместе с командой «Огни Баку».

### 2016—2018 годы
В ноябре 2016 года вновь участвовал в чемпионате России в Оренбурге, победив там двукратного чемпиона России Гасана Гимбатова, но затем в 1/8 финала по очкам вновь проиграл Максиму Бабанину — который в итоге завоевал бронзу чемпионата России 2016 года.
В 2017 году ездил на сборы в США, где получил лицензию боксёра-любителя, и в июле 2017 года, участвуя в турнире в Индепенденсе (штат Миссури) проиграл по очкам бой очень опытному американскому боксёру-ветерану, многократному чемпиону США Кэму Ф. Авесоми.
В ноябре 2018 года провёл один бой в Самаре, в начале турнира проиграв техническим нокаутом Денису Дементьеву из Пскова — и это был последний его бой в качестве российского боксёра, далее он получил гражданство Бахрейна и в 2019 году начал выступал за это королевство.

### 2019—2020 годы
В июле 2019 года провёл один бой в Одессе (Украина), в начале турнира проиграв по очкам украинцу Цотне Рогаве.
Но в ноябре 2019 года стал победителем Суверенного чемпионата в Дубае (Объединённые Арабские Эмираты), где он по очкам победил опытного ирландца Стивена Макмонэгла.
В январе 2020 года стал серебряным призёром в весе свыше 91 кг представительного международного турнира «Странджа» проходившего в Софии (Болгария), по ходу соревнований победив перспективного американца Ричарда Торреса и молодого француза Мурада Алиева, но в финале уступив по очкам украинцу Цотне Рогаве.

### Олимпийские игры 2020 года
В марте 2020 года, в Аммане (Иордания) занял 5-е место на квалификационном турнире от Азии и Океании к Олимпиаде 2020 года, в 1-м раунде соревнований победив корейца Хва Пён Сона, но в четвертьфинале проиграв по очкам опытному узбеку Баходиру Жалолову. Но так как от Океании оба спортсмена: австралиец Джастис Хани и новозеландец Уила Лейла Мауу занявшие более высокие места на квалификационном турнире из-за травм не смогли участвовать в Олимпиаде, то в итоге, в 2021 году Латыпов по рейтингу прошёл квалификацию на Олимпийские игры 2020 года.
И в июле 2021 года участвовал в Олимпийских играх в Токио представляя Королевство Бахрейн, где в 1/16 финала проиграл со счётом 1:3 азербайджанцу Мухаммаду Абдуллаеву.

### 2022—2024 годы
11 декабря 2022 года в Абу-Даби (ОАЭ), на турнире IBA Champions’ Night в завершении III Global Boxing Forum, в рамках новой полупрофессиональной боксёрской серии IBA Pro Series, в 5-раундовом поединке единогласным решением судей проиграл Олимпийскому чемпиону 2020 года узбеку Баходиру Жалолову.
В мае 2023 года, в Ташкенте (Узбекистан) участвовал на чемпионате мира в весе свыше 92 кг, где он в 1/16 финала соревнований по очкам единогласным решением судей (0:5) опять проиграл опытному узбеку Баходиру Жалолову.
В марте 2024 года, в городе Бусто-Арсицио (Италия) участвовал в 1-м мировом Олимпийском квалификационном турнире, где он дошёл до четвертьфинала в весе свыше 92 кг, в котором по очкам со счётом 0:5 проиграл итальянцу Диего Ленци, и не смог завоевать лицензию для участия в Парижской Олимпиаде-2024.

## Профессиональная карьера
20 февраля 2015 года в Уфе (Россия) провёл дебютный бой на профессиональном ринге, победив техническим нокаутом во 2-м раунде опытного россиянина Седрака Агагуляна (1-28-1).
В 2017 году проходил многомесячные сборы и подготовку к профессиональным боям в США у тренера из бывшего СССР Михаила Козловского, под руководством которого успешно провёл несколько спаррингов с американскими боксёрами, и в частности в июле того же года четырех-раундовый спарринг с таким топовым небитым опытным супертяжеловесом, как американец Джаррелл Миллер.
Там он получил лицензию профессионального боксёра и у него уже были запланированы три боя в США, но в итоге он отказался подписывать долгосрочный контракт на кабальных условиях предложенный американским менеджером и вернулся в Россию не проведя ни одного боя в США.
В октябре 2020 года, в Сочи (Россия) планировался его профессиональный бой против россиянина Владимира Гончарова[уточнить] (5-6), в рамках андеркарда боя экс-чемпиона мира Мурата Гассиева (26-1) с ветераном из Албании Нури Сефери (41-9), но бой так и не состоялся.
В августе 2022 года стало известно, что он уже не первый раз участвовал в тренировочном лагере и неоднократно бывал спаринг-партнёром экс-чемпиона мира Энтони Джошуа.

## Статистика профессиональных боёв
В таблице перечислены результаты всех поединков боксёров.
В каждой строке указан результат поединка. Дополнительно номер поединка обозначен цветом, который обозначает итог поединка. Расшифровка обозначений и цветов представлена в нижеследующей таблице.
| Пример | Расшифровка                     |
| ------ | ------------------------------- |
|        | Победа                          |
|        | Ничья                           |
|        | Поражение                       |
|        | Планируемый поединок            |
|        | Поединок признан несостоявшимся |
| КО     | Нокаут                          |
| ТКО    | Технический нокаут              |
| PTS    | Решение судей (по очкам)        |
| UD     | Единогласное решение судей      |
| MD     | Решение большинства судей       |
| SD     | Раздельное решение судей        |
| RTD    | Отказ от продолжения боя        |
| DQ     | Дисквалификация                 |
| NC     | Поединок признан несостоявшимся |

| 1 поединок, 1 победа (1 нокаутом). | 1 поединок, 1 победа (1 нокаутом). | 1 поединок, 1 победа (1 нокаутом). | 1 поединок, 1 победа (1 нокаутом). | 1 поединок, 1 победа (1 нокаутом). | 1 поединок, 1 победа (1 нокаутом). | 1 поединок, 1 победа (1 нокаутом). |
| Бой                                | Рекорд                             | Дата боя                           | Соперник                           | Место проведения боя               | Раундов, время                     | Дополнительно                      |
| ---------------------------------- | ---------------------------------- | ---------------------------------- | ---------------------------------- | ---------------------------------- | ---------------------------------- | ---------------------------------- |
| 1                                  | 1-0                                | 20 февраля 2015                    | Седрак Агагулян (1-28-1)           | Комплекс «Огни Уфы», Уфа, Россия   | TKO 2 (4), 2:23                    | Профессиональный дебют.            |